# La Florida Airport (flygplats i Chile)
La Florida Airport är en flygplats i Chile.   Den ligger i provinsen Provincia de Elqui och regionen Región de Coquimbo, i den centrala delen av landet, 400 km norr om huvudstaden Santiago de Chile. La Florida Airport ligger 146 meter över havet.
Terrängen runt La Florida Airport är kuperad åt sydost, men åt nordväst är den platt. Runt La Florida Airport är det ganska tätbefolkat, med 83 invånare per kvadratkilometer.. Närmaste större samhälle är La Serena, 4,7 km väster om La Florida Airport. 
Runt La Florida Airport är det i huvudsak tätbebyggt.